# 28
28 рік за юліанським календарем — високосний рік, що почався з четверга. Римськими цифрами записується як XXVIII.

## Події

### У Римській імперії
- Консулами були обрані Гай Аппій Юній Сілан та Публій Сілій Нерва. Консулами-суффектами стали Луцій Антістій Вет і Квінт Юній Блез.
- Імператором був Тиберій, який утім жив на острові Капрі та не з'являвся в Римі, де фактично правив його прибічник Луцій Елій Сеян та мати Лівія Друзілла.
- Битва при Бадухенському лісі, тактична фризька перемога. Римляни зазнали поразки.

### Астрономічні явища
- 15 січня. Кільцеподібне сонячне затемнення.[1]
- 10 липня. Повне сонячне затемнення.[1]
- 5 грудня. Часткове сонячне затемнення.[1]

### В Азії
- Тару став другим правителем держави Пекче на Корейському півострові.

## Народились
- Лю Чжуан — китайський імператор з династії Хань
- Верніка — сестра й співправителька юдейського царя Ірода Агріппи II

## Померли
- Віпсанія Юлія — римська матрона часів ранньої Римської імперії.